# Луис Вега Торес
Луис Емигдио Вега Торес (шп. Luis Emigdio Vega Torres; Хавана, 2. новембар 1998) кубански је пливач чија специјалност су трке мешовитим стилом на 200 и 400 метара. Вишеструки је национални првак и рекордер и учесник Олимпијских игара.

## Спортска каријера
Вега Торес је са такмичењима на међународној сцени стартовао на светском првенству у руском Казању 2015. где је наступио у квалификацијама трка на 200 и 400 мешовито. Годину дана касније наступио је на ЛОИ у Рију где се такмичио у трци на 400 мешовито коју је испливао за 4:27,27 минута (26. место). 
Наступао је и на светским првенствима у Будимпешти 2017. (33. место на 400 мешовито и 40. на 200 мешовито) и Квангџуу 2019. (29. место на 200 делфин).